# Kepler-1606b
Kepler-1606b là một Siêu Trái Đất có kích thước xấp xỉ 0,185 lần kích thước của Sao Mộc, nó là ngoại hành tinh
quay quanh sao lùn vàng Kepler-1606.